# Ejnar "Hund-Eje" Olsson
Einar "Hund-Eje" Olsson, (David Axel Einar Olsson) född den 1 oktober 1895, Kungsholms församling, Stockholm, , död den 24 januari 1925 i Fresta församling, Stockholms län, var en svensk bandy- och ishockeyspelare i IK Göta.
Einar Olsson vann SM-guld i ishockey 1922, 23, 24 under sina säsonger i IK Göta Ishockey, 1920 till 1924. Internationellt spelade han i EM i ishockey 1922, där laget erövrade en silvermedalj, och han deltog vid OS 1924. 
Han drunknade i sjön Norrviken, Bollstanäs, under en skridskotur den 24 januari 1925.